# Pierrot

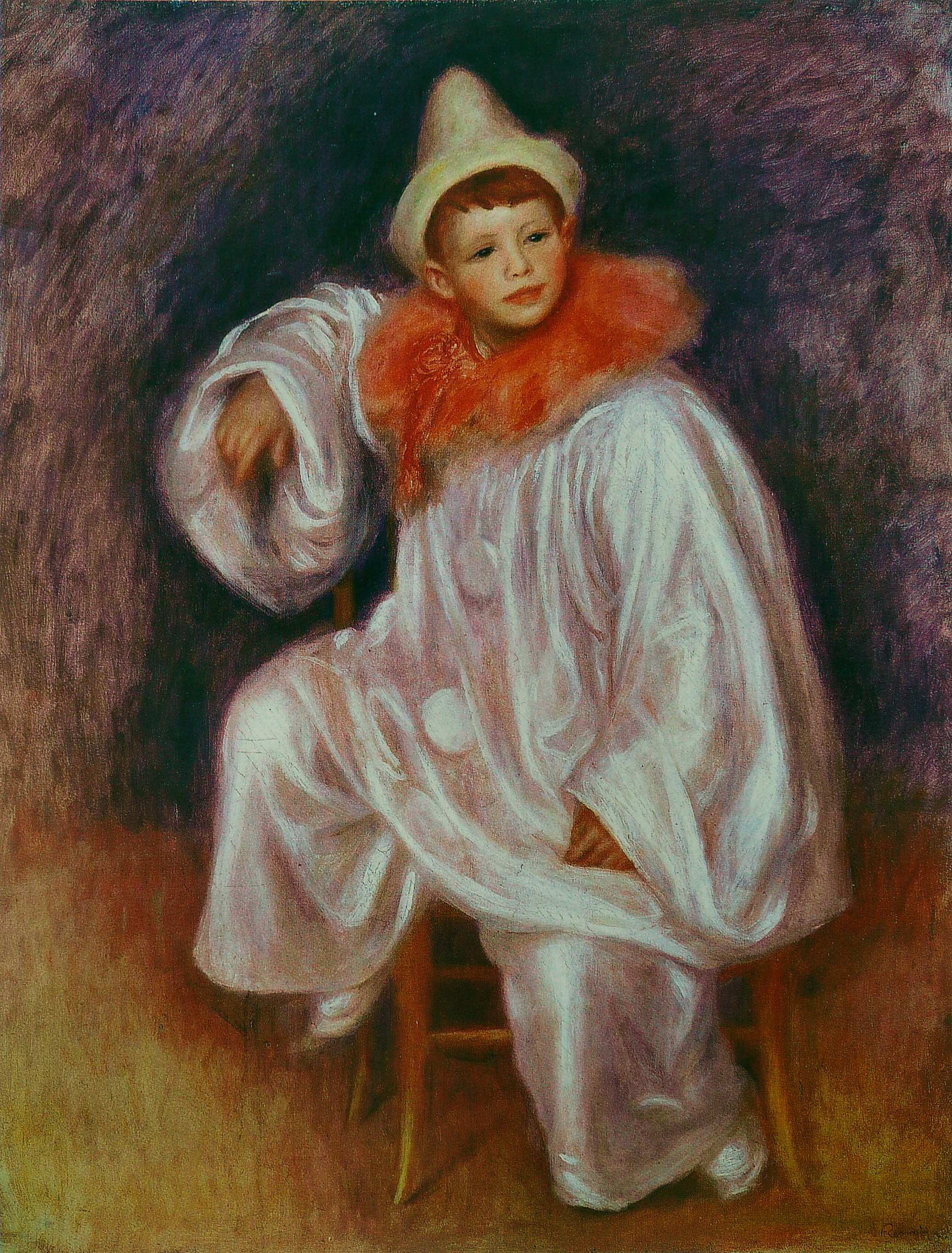
"Pierrot Blanc", de Pierre-Auguste Renoir, 1901

O Pierrot (ou Pierrô) é um personagem da commedia dell'arte, uma variação francesa do Pedrolino italiano. O seu caráter é aquele de um palhaço triste, apaixonado pela Colombina, que inevitavelmente lhe parte o coração e o deixa pelo Arlequim, mas depois Colombina descobre o amor de Pierrot por ela, despede-se de Arlequim e reencontra Pierrot com quem passa a viver junto em um relacionamento com muita felicidade. É normalmente representado a usar roupas largas e brancas, por vezes metade pretas, rosto branco e uma lágrima desenhada abaixo dos olhos. A característica principal do seu comportamento é a sua ingenuidade, e é visto como um bobo, sendo sempre o alvo de brincadeiras, mas mesmo assim continua a confiar nas pessoas. Pierrot também é apresentado como sendo lunático, distante e inconsciente da realidade.
A versão francesa da personagem foi feita por Jean-Gaspard Deburau (1796-1846). Ele é o protagonista da famosa canção folclórica francesa "Au Clair de la Lune".
Soletrado "Pierrot", a personagem é uma atração importante em Bakken, o parque de atrações mais velho do mundo, na Dinamarca. Segundo a publicidade de Bakken, a personagem tem mais de quatro mil anos, e veio da Turquia (conhecida como Ásia Menor). Também é dito que nos tempos antigos, a boca larga vermelha era feita através do corte físico da boca para alargá-la.
O cantor de cabaré russo do século XX, Alexander Vertinsky, era famoso pela sua atuação como Pierrot, em que usava um fato preto e punha pó branco na cara.